# أندي بوسويل
أندي بوسويل هو محامي ولاعب كرة قاعدة وسياسي أمريكي، ولد في 26 سبتمبر 1873 في New Gretna, New Jersey ‏ في الولايات المتحدة، وتوفي في 3 فبراير 1936 في أوشن في الولايات المتحدة. نشط حزبياً في الحزب الجمهوري. وقد انتخب عضو جمعية نيوجيرسي العامة ‏.

## وصلات خارجية
- أندي بوسويل على موقعبيزبول رفرنس.كوم (الدوري الرئيسي) (الإنجليزية)
- أندي بوسويل على موقعبيزبول رفرنس.كوم (الدوري الثانوي) (الإنجليزية)